# (21977) 1999 XW2
1999 أكس دابليو 2 (ويعرف أيضًا باسم (21977) 1999 أكس دابليو 2 وفق تسمية الكوكب الصغير) (بالإنجليزية: 1999 XW2)‏ هو كويكب ضمن حزام الكويكبات؛ وترتيبه 21977 من حيث الاكتشاف.
اكتُشف هذا الجُرم الفلكي بواسطة Charles W. Juels ‏ في 4 ديسمبر 1999.

## وصلات خارجية
- (21977) 1999 XW2 في قاعدة بيانات مختبر الدفع النفاث لأجرام النظام الشمسي الصغيرة

- الاكتشاف · مخطط المدار ·  العناصر المدارية · المعلمات المادية

- (21977) 1999 XW2 على موقع ويكي سكاي: DSS2, SDSS, GALEX, IRAS, Hydrogen α, X-Ray, Astrophoto, Sky Map, Articles and images